# BC Giants Osnabrück
Die BC Giants Osnabrück waren eine Basketballmannschaft aus Osnabrück. Sie nahm von 1983 bis 1987 am Spielbetrieb der Basketball-Bundesliga teil.

## Geschichte
1977 stieg Versicherungsunternehmer Peter Perwas († 1994) beim damaligen Bezirksligisten TV Bissendorf-Holte als Geldgeber ein. Neben Perwas gehörte ebenfalls Rolf Henke († 2022), der 1969 Betreuer des deutschen Meisters VfL Osnabrück war, zu den „Machern“ der Mannschaft. Die beiden bauten eine Mannschaft auf, der zu Beginn auch der ehemalige Nationalspieler Ingbert Koppermann angehörte und die in den unterklassigen Ligen deutlich überlegen war.
1980 wurde die inzwischen in der Oberliga angekommene Mannschaft in BC Giants Osnabrück umbenannt und als Ziel das Erreichen der Basketball-Bundesliga ausgegeben. Im Juli 1980 wurde mit Erhard Apeltauer ein Spieler geholt, der in der vorangegangenen Saison als Leistungsträger mit dem SSC Göttingen deutscher Meister geworden war. Im September 1980 richtete der Verein ein hochklassig besetztes Vorbereitungsturnier mit Maccabi Tel Aviv sowie den Bundesligisten MTV Gießen, BSC Saturn Köln und Hamburger TB aus. In der Saison 1980/81 schaltete Osnabrück als Oberligist im DBB-Pokal den Bundesligisten Hamburger TB aus, im Viertelfinale verlor man gegen den MTV Gießen (ebenfalls Bundesliga).
Nach dem Aufstieg in die Regionalliga gewann die Osnabrücker Mannschaft in der Saison 1981/82 (unter anderem mit Spielern wie Apeltauer, Kleen, Christian Welp, Thomas Norwood und Dirk Weitemeyer) den Meistertitel in der 1. Regionalliga Nord und stieg damit in die 2. Basketball-Bundesliga auf. Im DBB-Pokal erreichte man 1981/82 noch als Regionalligist das Halbfinale im DBB-Pokal und verlor dort knapp gegen den Bundesligisten BSC Saturn Köln (90:92). 1983 wurde man unter anderem mit Apeltauer, Kleen und Al DeWitt Meister der 2. Bundesliga Nord, dadurch gelang der Sprung in die Basketball-Bundesliga. Im DBB-Pokal standen die Osnabrücker 1982/83 erneut unter den besten vier Mannschaften und verloren das Halbfinale vor 2400 Zuschauern gegen den SSV Hagen (87:112). In der Sommerpause 1983 stieß Verstärkung aus Polen zur Mannschaft: Nationalspieler Claudius Frakstein, der sich bei einem Gastspiel seines Vereins Zagłębie Sosnowiec abgesetzt hatte, schloss sich den Osnabrückern an.
Als Liganeuling kam Osnabrück, das seine Heimspiele in der Schlosswallhalle austrug und zum Publikumsmagneten wurde, in der Bundesliga-Saison 1983/84 in der Hauptrunde auf den sechsten Platz und sicherte in der folgenden Zwischenrunde B den Klassenverbleib. Osnabrücker Trainer war Günter Hagedorn, zu den Leistungsträgern zählten neben Apeltauer und Kleen auch Bernd Kater und der US-Amerikaner Arnette Hallman. Ebenfalls zum Aufgebot zählte zunächst weiterhin der spätere Nationalspieler Christian Welp, wechselte dann aber in die USA. Die Niedersachsen nahmen 1983/84 ebenfalls am europäischen Vereinswettbewerb Korać-Cup teil. In der ersten Runde gewann Osnabrück das Hinspiel gegen Iraklis Thessaloniki mit 90:63. Das Rückspiel wurde in Griechenland zwar verloren (87:95), dennoch stand man in der zweiten Runde. Der nächste Gegner hieß Sutton & Crystal Palace BC aus England. Osnabrück schied nach einer hohen Hinspielniederlage (76:101) und einem knappen Sieg im Rückspiel (60:58) aus dem Wettbewerb aus.
Die Osnabrücker lockten im Laufe ihrer Vereinsgeschichte den brasilianischen Nationalspieler Oscar Schmidt an, der auch auf dem Osnabrücker Mannschaftsfoto auftauchte, letztlich aber kein Spiel für die Niedersachsen bestritt. Peter Perwas, der die Geschicke der Mannschaft beim TV Bissendorf-Holte und anschließend unter dem Namen BC Giants Osnabrück sechs Jahre als Vorsitzender geleitet hatte, trat im November 1983 von seinem Amt zurück. Ihm waren Unregelmäßigkeiten in der Geschäftsführung vorgeworfen worden und es war Kritik an seinem Führungsstil lautgeworden. Der sich als Mäzen einbringende Perwas erhob nach seinem Ausscheiden als Vorsitzender gegenüber dem Verein eine Geldforderung in Höhe von 650 000 D-Mark.
Zur Saison 1984/85 trat der US-Amerikaner John Wojtak aus Bayreuth kommend das Traineramt an, die Mannschaft wurde mit Achim Zedler verstärkt, statt Hallman nahm dessen Landsmann Gery Johnson die Ausländerposition ein. Im Januar 1985 wurde der Verein zu einer Ordnungsstrafe in Höhe von 300 D-Mark verurteilt, nachdem es bei einem Spiel gegen SSV Hagen von den Zuschauerrängen aus zu einem Dosenwurf gekommen war, was eine Spielunterbrechung nach sich gezogen hatte. Im DBB-Pokal erreichte man 1984/85 das Halbfinale und schied dort gegen den Zweitligisten Bayreuth aus. Über den als Liganeuling erreichten sechsten Hauptrundenplatz in der Saison 1983/84 kam Osnabrück in seinen folgenden Bundesliga-Jahren nicht hinaus. In der Saison 1986/87 stieg Osnabrück mit einer Saisonbilanz von 4:44 Punkten aus der Bundesliga ab und meldete sich anschließend vom Spielbetrieb ab.